# عبد الله الأشعل
عبد الله حسن علي الأشعل وشهرته عبد الله الأشعل (1945 بالخضارية، الشرقية -) أستاذ قانون دولي في الجامعة الأميركية في القاهرة ومفكر إسلامي[بحاجة لمصدر] وواحد من أبرز الأكاديميين السياسيين ورجال القانون. هو مساعد سابق لوزير خارجية مصر. تولى منصب سفير، وهو من خبراء الإستراتيجية المتعمقين في القضية الفلسطينية والصراع العربي الإسرائيلي. أعلن نيّته الترشّح للرئاسة في عهد حسني مبارك قبل ثورة 25 يناير، كان ينتوي الترشح لانتخابات الرئاسة المصرية 2012 وقد ترشح عن حزب الأصالة. لكنه تنازل من أجل «توحيد القوى الوطنية» لصالح خيرت الشاطر.

## وزارة الخارجية
التحق بالخارجية المصرية عام 1968، وقد دفعت به آراءه المبنيّة علي العلم، وإدراكة لقيمة مصر ودورها، ورؤيته لمكامن مصالحها الوطنية، ومجال أمنها الوطني والقومي، في مناخ يسوده النفاق والجهل والمصالح الشخصية..إلى صراعات خبيثة استهدفت تهميش دوره في مجال العمل داخل الوزارة والسعي إلى إبعادة عن مراكز صُنع القرار، وإلى الحيلولة دون ظهوره للرأي العام، بقرار مكتوب يمنعه من الكتابة وعرض آراءه في الصحف.
وقد وصل الأمر إلى مداه بتقرير رسمي من الخارجية المصرية آنذاك يُوصم ـ من وجهة نظرهم ـ الدكتور الأشعل بأنه «يُعاني من الإفراط العلمي والأكاديمي»..! ولم يكن ذلك مُستغربًا حيث كان إبعاد وتهميش الكفاءات الوطنية المُخلصة هي أهم ملامح وسمات ومهام عهد و نظام مبارك.
وبالرغم من قدرات وتأهيل الدكتور الأشعل كانت دائمًا البعثات الدبلوماسية المُهمَّشة أو تلك المناطق الحافلة بالمخاطر والاضطرابات الأمنية هي محطاته طوال فترة خدمته بوزارة الخارجية وكان آخرها سفيراً في بوروندى وقت الحرب الأهلية الطاحنة هناك.
تولى الدكتور عبد الله الأشعل منصب مساعد وزير الخارجية للشؤون القانونية والمعاهدات والتخطيط السياسي في ظروف انتهت باستقالة مُسبّبة ومُعلنة، نشرها في حينه كرسالة تحدي ولتعرية النظام، يكسر بإعلانها حاجز الخوف امام كل علماء مصر الشرفاء، ليكون أول الخارجين من دواوين الحكومة في مواجهة فساد وجهل يُمعن في تركيع الوطن، وليُشهد التاريخ، ويحتكم إلى الأمة المصرية.
استقال عام 2003 وتعرض إثر ذلك لتضييق وعزل.

## معارضته لنظام حسني مبارك
اشترك في العديد من الحركات الاحتجاجية، ورفع دعوى أمام القضاء الإدارى ضد ترشح الوزراء للبرلمان، وأعلن رغبته في الترشُّح لانتخابات الرئاسة في يناير عام 2010 فقط تحديًا لمبارك، ولفضح المادة 76 التي لم تكن تسمح في واقع الأمر لغير نجل الرئيس بالترشُّح. سلط النظام زبانيته وعٌماله ومأجوريه لمحاصرة الدكتور الأشعل، ووجه أبواقه وكتبته في الصحف وكل وسائل الإعلام الحكومية في محاولة للنيل من مكانته والتشكيك في مصداقيته.
لكن الدكتور الأشعل استمر في المواجهة بنشر عشرات المقالات والتحليلات والمُقابلات التليفزيونية في وسائل الإعلام العربية والعالمية في مختلف المناسبات، فأدان صراحة تواطؤ نظام مبارك مع إسرائيل في محرقة غزة، وقدم شهادة قانونية دقيقة مسموعة ومقروءة حول الوضع القانوني لمعبر رفح، واعتبر الحصار جريمة دولية، والمُحاصِرين مرتكبين لجرائم الحرب ولجرائم ضد الإنسانية. كما طاف بالجاليات العربية في أوروبا مساندا لحقوق الشعب الفلسطيني وحقوق الأسرى في سجون الاحتلال الصهيوني، وندد في كل وسائل الإعلام العربية والعالمية بالعدوان الصهيونى على لبنان، وعلى غير هوى نظام مبارك أعلن موقفه ضد خنق غزة بجدار مبارك الفولاذي «جدار العار» ودافع عن حق شعب غزة في الحياة، وتولى رئاسة اللجنة القانونية المستقلة لمتابعة تنفيذ تقرير غولدستون، كما تبنى خط المصالحة الفلسطينية بكل السبل؛ فصَّلها في كتاب عام 2010 حول مخاطر الشقاق بين فتح وحماس على القضية.
وللدكتور الأشعل أكثر من 86 مؤلفًا في مختلف القضايا العربية والدولية والإسلامية بالعربية والإنجليزية والفرنسية.

## مناصبه حاليا
- أستاذ مُنتدب للقانون الدولي والعلاقات الدولية في الجامعة الأمريكية والبريطانية والكندية وجامعة القاهرة (الحقوق والهندسة)، وجامعة عين شمس.
- عضو لجنة القانون بالمجلس الأعلى للثقافة.
- عضو المجلس الأعلى للشؤون الإسلامية.
- رئيس شعبة الدراسات السياسية بمركز بحوث الشرق الأوسط – جامعة عين شمس.
- محامٍ ومحكم دولي.

## سابقًا
- الأمين العام للمجلس القومي لحقوق الإنسان.
- المستشار القانوني لمنظمة المؤتمر الإسلامي ـ منتدبا من وزارة الخارجية المصرية.
- المدير التنفيذى لمعهد البحرين للتنمية السياسية الذي قام بتأسيسه بمملكة البحرين.
- مساعد وزير الخارجية للشئون القانونية والمعاهدات والتخطيط السياسي.

## السيرة العلمية
- دكتوراه الدولة من جامعة باريس.
- دكتوراة في العلوم السياسية (قانون دولي ومنظمات دولية)، كلية الاقتصاد والعلوم السياسية، جامعة القاهرة.
- ماجستير في العلوم السياسية - كلية الاقتصاد والعلوم السياسية، جامعة القاهرة.
- بكالوريوس العلوم السياسية قسم العلوم السياسية – كلية الاقتصاد والعلوم السياسية ـ جامعة القاهـرة.
- درجة الاستاذية من المجلس الأعلى للجامعات في القانون الدولي والعلوم السياسية.
- أعد رسالة دكتوراه في قانون الفضاء من المعهد الأوربي العالي للقانون الدولي ـ جامعة أوتريخت بهولندا.
- أعد رسالة دكتوراه في المُعاهدات الدولية، بين جامعة أوتريخت وجامعة ليدن.
- ليسانس الحقوق – كلية الحقوق- جامعة الإسكندرية.
- دبلوم القانون الدولي العام – أكاديمية لاهاى للقانون الدولي – هولندا.
- يُجيد العربية والإنجليزية والفرنسية ومُلم بالأسبانية والإيطالية.

## عضويته
عضو في عدد كبير من الجمعيات العلمية المصرية والعربية والدولية أهمها:
| - الجمعية المصرية للقانون الدولي. - الجمعية الأمريكية للقانون الدولي - الرابطة الدولية للقانون الدولي. - الجمعية المصرية للاقتصاد السياسي والإحصاء والتشريع. - الجمعية المصرية للدارسات التاريخية. - الجمعية العربية للعلوم السياسية. - الجمعية الأفريقية للعلوم السياسية. - الجمعية الأفريقية للقانون الدولي. - الرابطة الدولية للعلوم السياسية. | - الرابطة الدولية لقانون المياه. - جمعية الخريجين القدامى من أكاديمية لاهاي. - الرابطة الدولية لرجال القانون بلندن. - الاتحاد الدولي للمحامين بلندن. - اتحاد الحقوقيين العرب. - رابطة الحقوقيين المصريين. - عضو مجلس إدارة مركز بحوث الشرق الأوسط بجامعة عين شمس. - عضو مجلس إدارة مركز الدراسات السياسية والدولية بكلية الحقوق – جامعة المنصورة. |

## الأنشطة البحثية والتعليمية
- أستاذ زائر للعلوم السياسية والقانون الدولي باللغات العربية والإنجليزية والفرنسية بكليات الحقوق والإعلام والاقتصاد والعلوم السياسية والهندسة بجامعة القاهرة ومعهد الدراسات الإفريقية التابع لها، وكليات الحقوق بجامعة عين شمس والإسكندرية والزقازيق والمنصورة.
- أستاذ زائر للعلوم السياسية والقانون الدولي في مركز الدراسات العربية والإسلامية بجامعة هارفارد بالولايات المتحدة وكلية الحقوق جامعة نيويورك، وجامعة ليتوانيا، وجامعة بوجمبورا ببوروندى والجامعات السورية وغيرها.
- قام بالتدريب في أكاديمية ناصر للعلوم العسكرية، ومركز البحوث التابع لها وهيئة البحوث العسكرية، والمركز القومي للدراسات القضائية بوزارة العدل، وأكاديمية الشرطة وبرنامج الأمم المتحدة الإنمائي لتدريب القضاة، والمركز القومي للبحوث الاجتماعية والجنائية لتدريب أعضاء النيابة، ومعهد الدراسات الدبلوماسية لتدريب الدبلوماسيين والسُفراء.
- قدم دورات مُتخصصة للسفراء العرب بالجامعة العربية والمخابرات العامة، وقام بتدريب المستشارين الإعلاميين، والقيادات في مراكز إعداد القادة، والقيادات الأمنية في معاهد وزارة الداخلية، والقيادات العمالية بمعهد الدراسات العمالية، والقيادات الشبابية، والإعلاميين في معهد التدريب الإذاعي بوزارة الإعلام ومركز النيل لإعداد أعضاء المكاتب الإعلامية، ووزارة الشباب، واتحاد المحامين العرب، واتحاد الصحفيين الأفارقة.
- أعد دورات في التحكيم التجاري الدولي بالجامعات والمراكز الخاصة.
- أشرف على عشرات الرسائل الجامعية بالجامعات ومعهد الدراسات العربية وله مئات البحوث المنشورة في الدوريات العربية والأجنبية.

## حزب مصر الحرة
بعد ثورة 25 يناير أعلن الأشعل تأسيس حزب سياسي باسم «مصر الحرة» وجدد عزمه الترشح لانتخابات الرئاسة، قرر التراجع عن قراره الترشح لخوض سباق الانتخابات الرئاسية 2012 م، وأعلن وقوفه الكامل إلى جانب جماعة الإخوان المسلمين في ترشيحهم للمهندس خيرت الشاطر.